# Shooting Rubberbands at the Stars
Shooting Rubberbands at the Stars è il primo album in studio del gruppo musicale statunitense Edie Brickell & New Bohemians, pubblicato il 9 agosto 1988.

## Tracce
1. What I Am – 4:54 (Edie Brickell, Kenny Withrow)
2. Little Miss S. – 3:37 (Brickell, Withrow, Brad Houser, Brandon Aly, John Bush)
3. Air of December – 5:54 (Brickell, Withrow, Houser, Aly, Bush)
4. The Wheel – 3:53 (Brickell, Withrow, Houser, Aly, Bush)
5. Love Like We Do – 3:13 (Brickell)
6. Circle – 3:11 (Brickell, Withrow)
7. Beat the Time – 2:58 (Brickell, Withrow)
8. She – 5:06 (Brickell, Withrow, Houser, Aly, Bush)
9. Nothing – 4:49 (Brickell, Withrow)
10. Now – 6:00 (Brickell, Withrow, Houser, Aly, Bush)
11. Keep Coming Back – 2:42 (Brickell)
12. I Do (traccia fantasma) – 2:00 (Brickell)

## Formazione
- Edie Brickell – voce
- Kenny Withrow – chitarra
- Brad Houser – basso
- Brandon Aly – batteria (licenziato dall'etichetta durante le registrazioni)[senza fonte]
- John Bush – percussioni

Personale aggiuntivo
- Robbie Blunt – chitarra
- John Henry – cori
- Chris Whitten – batteria
- Paul "Wix" Wickens – tastiera

## Classifiche
| Classifica (1989) | Posizione massima |
| ----------------- | ----------------- |
| Australia         | 31                |
| Austria           | 12                |
| Germania          | 29                |
| Italia            | 5                 |
| Nuova Zelanda     | 10                |
| Paesi Bassi       | 33                |
| Stati Uniti       | 4                 |
| Regno Unito       | 25                |

### Classifiche di fine anno
| Classifica (1989) | Posizione |
| ----------------- | --------- |
| Australia         | 81        |
| Canada            | 26        |
| Italia            | 16        |
| Stati Uniti       | 18        |